# Hrašče
Hrašče falu Szlovéniában, a Goriška statisztikai régióban, a Vipava-völgy felső szakaszán fekszik. Közigazgatásilag Vipavához tartozik.
Az 1991-es népszámlálás adatai alapján a település teljes lakossága, azaz 56 fő szlovén nemzetiségű volt.

## Fordítás
- Ez a szócikk részben vagy egészben  a   Hrašče, Vipava című angol Wikipédia-szócikk ezen változatának fordításán alapul.  Az eredeti cikk szerkesztőit annak laptörténete sorolja fel. Ez a jelzés csupán a megfogalmazás eredetét és a szerzői jogokat jelzi, nem szolgál a cikkben szereplő információk forrásmegjelöléseként.